# 巴西遠征軍
巴西远征军（葡萄牙語：Força Expedicionária Brasileira）是一支由巴西陆军和空军单位组成的远征军，在第二次世界大战期间作为同盟國军队的一員在地中海战场作战。该部队共有约25900人，包括一个整编步兵师、空军联络机小队和战斗机中队。
巴西远征军被置于美方麾下，主要在1944年9月到1945年5月间于義大利戰役戰場作战，巴西海军和空军自1942年初起参与大西洋海戰，直至战争结束。
巴西是唯一一个在二战期间派兵到海外作战的南美洲国家。